# 로랑스 아르네
로랑스 아르네(Laurence Arné, 1982년 2월 4일 ~ )는 프랑스의 배우, 코메디언이다.

## 출연 직품
- 페니 핀처 - 발레리 역